# Dernancourt
Dernancourt é uma comuna francesa na região administrativa de Altos da França, no departamento de Somme. Estende-se por uma área de 6,63 km². Em 2010 a comuna tinha 567 habitantes (densidade: 85,5 hab./km²).